# جوناثان لو
جوناثان لو (بالإنجليزية: Jonathan Law) هو سياسي أمريكي وبريطاني (وحمل سابقاً جنسية مملكة بريطانيا العظمى)، ولد في 6 أغسطس 1674 بميلفورد في الولايات المتحدة، وتوفي بنفس المكان في 6 نوفمبر 1750. انتخب عضو مجلس نواب كونيتيكت وانتخب حاكم كونيتيكت ‏.